# Echimys saturnus
Echimys saturnus és una espècie de mamífer rosegador de la família de les rates espinoses. Viu a l'est de l'Equador i el centre del Perú. Es tracta d'un animal arborícola de costums nocturns. El seu hàbitat natural són les selves de plana i premontà. Està amenaçada per la fragmentació d'hàbitat i la desforestació.